# Giovanni Moro (sciatore)
Giovanni Moro (Gazzaniga, 29 agosto 1967) è un ex sciatore alpino italiano.

## Biografia
Specialista dello slalom speciale originario di Peia, Moro ottenne il primo piazzamento in Coppa del Mondo il 27 novembre 1987 a Sestriere quando si classificò 8º e tale risultato sarebbe rimasto il migliore di Moro nel massimo circuito internazionale; in Coppa Europa fu 9º nella classifica generale e 5º in quella di slalom speciale nella stagione 1989-1990. Si ritirò all'inizio della stagione 1990-1991 e il suo ultimo piazzamento fu il 15º ottenuto nello slalom speciale di Coppa del Mondo disputato l'8 agosto a Mount Hutt; non prese parte a rassegne olimpiche o iridate.

## Palmarès

### Coppa del Mondo
- Miglior piazzamento in classifica generale: 55ª nel 1990

### Coppa Europa
- Miglior piazzamento in classifica generale: 9º nel 1990

### Campionati italiani
- 1 medaglia[2]:
  - 1 argento (slalom speciale nel 1989)